# 이치고 밀크
이치고 밀크(일본어: 苺みるく, 1981년 2월 2일~2012년 10월)는 일본의 성인 비디오 여배우이다. 2000년 12월 25일 성인 비디오에 데뷔하였다. 2012년 10월 경 나카노의 자택에서 숨진 채로 발견되었다.